# Lassina Zerbo
Lassina Zerbo (nacido el 10 de octubre de 1963) es un político y científico burkinés que se desempeñó como Primer ministro de Burkina Faso desde 2021, tras la renuncia de Christophe Joseph Marie Dabiré hasta 2022. Antes de eso, fue Secretario Ejecutivo de la Organización del Tratado de Prohibición Completa de los Ensayos Nucleares (CTBTO) desde 2013. Anteriormente, ocupó el cargo de Director del Centro Internacional de Datos de la CTBTO entre 2004 y 2013.